# 激闘パワーモデラー
『激闘パワーモデラー』（げきとうパワーモデラー、英題：Power Quest）は、日本システムサプライが開発したゲームボーイ用対戦型格闘ゲーム。1998年11月27日にカプコンが日本で発売し、同年12月にはサンソフトがアメリカで発売した。日本版はスーパーゲームボーイ対応作品で、アメリカ版はゲームボーイカラー対応作品。

## 概要
本作のプレイヤーキャラクターは「パワーモデル」というラジコンロボット。このパワーモデルはパーツを使って強化できる。

## プレイヤーキャラクター

### 通常キャラクター
MAX（マックス）
スタンダードな性能のキャラクター。ヒーロー風のデザイン。
AXE（アックス）
バランスタイプのキャラクター。長い頭部を持つ。
RON（ロン）
拳法家をモチーフにしたスピード重視のキャラクター。
SPEED（スピード）
女性の姿をしたスピード重視のキャラクター。
GONG（ゴング）
パワータイプの巨漢キャラクター。

### 隠しキャラクター
BOROT（ボロット）
下半身がキャラピラになっている。攻撃は通常の立ちパンチしかなく、投げ技や必殺技が無いうえにジャンプもガードもできない。
| スタブアイコン | サブスタブ | この項目は、まだ閲覧者の調べものの参照としては役立たない、コンピュータゲームに関連した書きかけの項目です。この項目を加筆・訂正などしてくださる協力者を求めています（P:コンピュータゲーム/PJ:コンピュータゲーム）。 |